# ۸۹۸ (میلادی)
۸۹۸ (میلادی) هشتصد و نود و هشتمین سال تقویم میلادی است.

## درگذشتگان
‎